# The Cover of "Rolling Stone"
The Cover of "Rolling Stone" is een single uit 1972 van de Amerikaanse countrypopband Dr. Hook & The Medicine Show.

## Oorsprong
Deze 'Cover' was een nummer van hun LP Sloppy Seconds, waarop alle nummers waren geschreven door Shel Silverstein. De single kwam eind 1972 binnen in de Billboard Hot 100 en bereikte na zestien weken de zesde plaats (voor de week van 17 maart 1973).
Het nummer was een satire op de muziekbusiness; volgens de song had je pas echt succes wanneer je foto op de cover van het magazine Rolling Stone stond. Het resultaat was dat Dr. Hook inderdaad de cover haalde van Rolling Stone van 29 maart 1973, zij het niet als foto maar als karikatuur.
In Groot-Brittannië weigerde de BBC het nummer te draaien omdat ze het beschouwde als sluikreclame. CBS nam daarop snel een nieuwe versie van de titelregel op als "The cover of the Radio Times" (Radio Times is het programmablad van de BBC) met een paar diskjockeys van de BBC, overdubde dat op het origineel en zond de single naar de BBC als zijnde van "Dr. Hook & Friends". Maar deze versie schijnt ook niet door de BBC gedraaid te zijn en ze werd niet commercieel uitgebracht.

## Covers
Het nummer is enkele malen gecoverd, onder meer door de band Poison op het album Crack a Smile... and More!. In het Nederlands maakte Bertus Staigerpaip er een parodie op onder de titel "Den veurplaat van d'n Donald Duck".

## Hitnoteringen

### Nederlandse Top 40
| Hitnotering: 23-12-1972 t/m 03-02-1973 | Hitnotering: 23-12-1972 t/m 03-02-1973 | Hitnotering: 23-12-1972 t/m 03-02-1973 | Hitnotering: 23-12-1972 t/m 03-02-1973 | Hitnotering: 23-12-1972 t/m 03-02-1973 | Hitnotering: 23-12-1972 t/m 03-02-1973 | Hitnotering: 23-12-1972 t/m 03-02-1973 | Hitnotering: 23-12-1972 t/m 03-02-1973 | Hitnotering: 23-12-1972 t/m 03-02-1973 |
| Week:                                  | 1                                      | 2                                      | 3                                      | 4                                      | 5                                      | 6                                      | 7                                      |                                        |
| -------------------------------------- | -------------------------------------- | -------------------------------------- | -------------------------------------- | -------------------------------------- | -------------------------------------- | -------------------------------------- | -------------------------------------- | -------------------------------------- |
| Positie:                               | 31                                     | 22                                     | 18                                     | 16                                     | 22                                     | 31                                     | 37                                     | uit                                    |

### Daverende Dertig
| Hitnotering: 30-12-1972 t/m 20-01-1973 | Hitnotering: 30-12-1972 t/m 20-01-1973 | Hitnotering: 30-12-1972 t/m 20-01-1973 | Hitnotering: 30-12-1972 t/m 20-01-1973 | Hitnotering: 30-12-1972 t/m 20-01-1973 | Hitnotering: 30-12-1972 t/m 20-01-1973 |
| Week:                                  | 1                                      | 2                                      | 3                                      | 4                                      |                                        |
| -------------------------------------- | -------------------------------------- | -------------------------------------- | -------------------------------------- | -------------------------------------- | -------------------------------------- |
| Positie:                               | 21                                     | 16                                     | 13                                     | 24                                     | uit                                    |